# Биксенте Лизаразу
Биксенте Жан Мишел Лизаразу (фр. Bixente Jean-Michel Lizarazu; 9. децембар 1969) је бивши француски фудбалер и репрезентативац баскијског порекла.

## Каријера
Са Бајерн Минхеном је освојио шест првенстава, као и пет купова и по једну Лигу шампиона и Интерконтинентални куп. Неко време у Бајерну је носио број 69. Лизаразу је изјавио да је сам узео тај број, јер је рођен 1969, висина му је 1,69 м, а тежак је 69 кг.
Пре одласка у Немачку, Лизаразу је играо за Бордо и Атлетик Билбао. Године 2004. године је потписао за Марсељ, а у Минхен се вратио након само шест месеци. Лизаразу је 30. априла 2006. најавио одлазак у пензију, четири дана након одласка сународника Зинедина Зидана.

## Репрезентација
Лизаразу је за репрезентацију скупио 97 наступа и 2 поготка. Био је члан тима који је освојио Светско првенство 1998. и Европско првенство 2000. године.

### Голови за репрезентацију
| #  | Датум              | Место               | Противник         | Погодак | Резултат | Такмичење                 |
| -- | ------------------ | ------------------- | ----------------- | ------- | -------- | ------------------------- |
| 1. | 15. новембар 1995. | Каен, Француска     | Израел            | 2 : 0   | 2 : 0    | Квалификације за ЕП 1996. |
| 2. | 18. јун 1998.      | Сен Дени, Француска | Саудијска Арабија | 4 : 0   | 4 : 0    | СП 1998.                  |

## Успеси

### Клупски
Бордо
- Друга лига Француске (1): 1991/92.
- Интертото куп (1): 1995.

Бајерн Минхен
- УЕФА Лига шампиона (1): 2000/01.
- Интерконтинентални куп (1): 2001.
- Бундеслига Немачке (6): 1998/99, 1999/00, 2000/01, 2002/03, 2004/05, 2005/06.
- Куп Немачке (5): 1997/98, 1999/00, 2002/03, 2004/05, 2005/06.
- Лига куп Немачке (4): 1997, 1998, 1999, 2000.

### Репрезентативни
Француска
- Светско првенство: 1998.
- Европско првенство: 2000.
- Куп Конфедерација: 2001, 2003.